# Абилалиай, Арбер
Арбер Абилалиай (алб. Arbër Abilaliaj; род. 6 июня 1986[…], Влёра) — албанский футболист, игравший на позиции нападающего; тренер.

## Клубная карьера
Арбер Абилалиай — воспитанник футбольного клуба «Фламуртари» из его родного города Влёра. За этот клуб он дебютировал на профессиональном уровне в сезоне 2001/02. В 2004 году Абилалиай перебрался в столичный «Партизани». Будучи его игроком, Абилалиай был на неудачных просмотрах в немецких клубах «Эрцгебирге» и «Кобленц».
После сезона в команде «Беса» Абилалиай подписал годовой контракт с действующим чемпионом Албании «Тираной», что позволило ему дебютировать в квалификации Лиги чемпионов УЕФА.
В 2010 году Абилалиай подписал контракт с хорватским клубом «Интер» (Запрешич). В чемпионате Хорватии 2011/12 все гостевые победы команды были добыты благодаря голам албанского нападающего, среди которых выделяется победа над «Хайдуком».
В 2012 году Абилалиай вернулся в Албанию, в «Тирану», а в 2013 году, спустя 9 лет — в родной «Фламуртари». Летом 2015 года подписал контракт со «Скендербеу».

## Карьера в сборной
Арбер Абилалиай провёл ряд матчей за юношеские и молодёжные сборные Албании. Его также включали в заявки на матчи главной команды в отборочном турнире чемпионата Европы 2008 года, но дебютировать за сборную Албании ему так и не довелось.

## Достижения

### Клубные
«Партизани»
- Вице-чемпион Албании: 2007/08

«Тирана»
- Обладатель Суперкубка Албании (2): 2009, 2012

«Фламуртари»
- Обладатель Кубка Албании: 2013/14